# Fell for You
«Fell for You» —en español: «Caigo por ti»— es una canción interpretada por la banda estadounidense de punk rock Green Day, incluida en su noveno álbum de estudio, ¡Uno!, de 2012. Fue escrita por el vocalista y guitarrista principal de la banda, Billie Joe Armstrong y producida por Rob Cavallo.
En el año 2017 se lanzó una versión remasterizada de la canción bajo el nombre Fell for You (Otis Mix) la cual presenta una instrumentación mucho más roquera y con mejoras en la voz.

## Antecedentes
La canción fue tocada en vivo por primera vez el 27 de octubre de 2011 en Nueva York durante uno de los shows secretos que daban antes de siquiera anunciar que estaban grabando un nuevo álbum. Posteriormente no volvió a formar parte de ningún concierto, sin embargo, Billie Joe la tocó en vivo de manera acústica durante un live stream por medio de la app Instagram, esto el día 24 de julio de 2017.

## Significado
En esta canción, el narrador da detalles sobre un sueño que tenía con respecto a una chica determinada. Soñó que compartía un beso de verdadero amor con esta chica. Se despertó "en una piscina de sudor", y se dio cuenta de que el sueño no había sido una realidad. El narrador se mantiene pensando en la chica, y desea más y más para que ese sueño se convierta en una realidad. Se ha enamorado totalmente de ella.

## Lista de canciones
| Descarga Digital |                           |          |  |
| N.º              | Título                    | Duración |  |
| 1.               | «Fell for You» (Otis Mix) | 3:07     |  |

## Créditos
| Green Day - Billie Joe Armstrong – voz principal, guitarra. - Mike Dirnt – bajo, coros. - Tré Cool – batería, percusión. - Jason White – guitarra. | Producción - Chris Bilheimer – arte y diseño. - Rob Cavallo – productor. - Green Day – productor. - Chris Dugan – ingeniero. - Ted Jensen – masterización. - Chris Lord-Alge – mezcla. - Pat Magnarella – administración. |